# Михайлівський ентомологічний заказник (Лозівський район)
Ентомологічний заказник «Миха́йлівський» — об'єкт природно-заповідного фонду Харківської області, ентомологічний заказник місцевого значення.
Розташований біля села  Михайлівка Лозівського району.
Загальна площа — 3,0 га.
Заказник утворений рішенням № 562 Харківського обласного виконкому від 3 грудня 1984 року.
Відповідальний за охорону —  Катеринівська сільська рада.

## Опис
Заказник розташований на захід від села Михайлівка, на схилах балки південної експозиції.
Положення в системі природно-ландшафтного районування — лесові сильнорозчленовані схили височин і височинні рівнини з чорноземами звичайними малогумусними.
У заказнику зберігся фрагмент ентомологічного комплексу степових ценозів, трофічно і топічно пов'язаний з цілинними рослинними асоціаціями. Рослинність представлена ділянками типчаково-ковилових і чагарникових степів з рідкісними рослинними угрупованнями і рідкісними видами рослин.
Ентомологічна фауна представлена поодинокими бджолами (галікти, меліта), джмелями, осами, дзюрчалками, турунами, сонечками, малашками.
До рідкісних видів комах заказника, що занесені до Червоного списку тварин Харківської області, належать богомол звичайний (Mantis religiosa) та тахіна велика (Tachina grossa).
Мисливські тварини, які зустрічаються на території заказника: заєць сірий (Lepus europaeus), лисиця звичайна (Vulpes vulpes), єнот уссурійський (Nyctereutes procyonoides), борсук лісовий (Meles meles), свиня дика (Sus scrofa), сарна європейська (Capreolus capreolus).
Ґрунти — чорноземи.
Категорія земель — землі сільськогосподарського призначення — пасовища.

## Заповідний режим
Мета створення заказника:
- збереження та відновлення чисельності комах-запилювачів, які є представниками ковилового степу;
- підтримка загального екологічного балансу та забезпечення фонового моніторингу навколишнього природного середовища;
- проведення науково-дослідної та навчально-виховної роботи.

Об'єкт збереження — корисні комахи — запилювачі люцерни та інших сільськогосподарських рослин.
На території забороняється:
- проведення будь-якої господарської діяльності, яка може завдати шкоди заповідному об'єкту та порушити екологічну рівновагу;
- самочинна зміна меж, зміна охоронного режиму;
- геологорозвідувальні роботи, розорювання земель, будь-яке порушення ґрунтового покриву, видобування корисних копалин, будівництво, забруднення території;
- меліоративні та будь-які інші роботи, що можуть привести до зміни гідрологічного режиму території заказника;
- знищення та зміна видового складу рослинності;
- заготівля лікарських рослин та технічної сировини;
- збір рідкісних та занесених до Червоної книги України видів рослин, їх квітів і плодів;
- використання хімічних речовин для боротьби зі шкідниками та хворобами рослин;
- зберігання на території заказника (та в двокілометровій зоні навкруги) всіх видів пестицидів та агрохімікатів;
- організація місць відпочинку, розведення вогнищ;
- прохід та проїзд автотранспорту через територію заказника поза межами доріг, стежок;
- інші види робіт, що можуть привести до порушення природних зв'язків та природних процесів, втрати наукової, господарської, естетичної цінності природного комплексу заказника.

Дозволяється на території заказника:
- систематичні спостереження за станом природного комплексу;
- проведення комплексних досліджень;
- проведення екологічної освітньо-виховної роботи.